# Joseph Maréchal
Joseph Maréchal (Charleroi, 1 de junho de 1878 — Leuven, 11 de dezembro de 1944) foi um psicólogo, filósofo e padre jesuíta belga. É o fundador da escola filosófica conhecida como Tomismo Transcendental que tentou unir o pensamento teológico de Tomás de Aquino com o idealismo transcendental de Immanuel Kant. Maréchal influenciou vários filósofos e teólogos católicos, em especial Karl Rahner.

## Biografia
Após completar o ensino secundário no collège du Sacré-Cœur em Charleroi, Joseph Maréchal entrou para a Companhia de Jesus em 1895. Ainda antes de estudar teologia, Maréchal doutorou-se em ciências naturais pela Universidade Católica de Lovaina em 1905. Após a obtenção do título acadêmico, foi ordenado sacerdote em 1908.
Maréchal se manteve particularmente interessado na psicologia experimental do início do Século XX. Em 1911 ele trabalhou no laboratório de Wilhelm Wundt, em Munique. Em paralelo, por influência particular de Papa Leão XIII, aprofundou-se no estudo do tomismo e passou a compará-lo com as correntes filosóficas e científicas contemporâneas. Fundamentado nessa comparação, escreveu sua obra metafísica em cinco tomos, publicados entre 1922 e 1947.
Problemas de saúde o forçaram a deixar a cátedra. Com isso passou a dedicar-se à escrita. Em meio aos bombardeios ocorridos na Segunda Guerra Mundial, o mosteiro jesuíta em que vivia foi destruído, e Marechal perdeu parte de seus registros. Ele morreu em Dezembro de 1944 em Leuven.

## Pensamento
A relação entre espiritualidade e psicologia foi o cerne do interesse de Maréchal na psicologia experimental. Ele escreveu uma série de artigos sobre o tema entre 1924 e 1937 publicados em dois volumes. De acordo com Pierre Colin, ao reinterpretar Kant sob uma perspectiva tomista, Maréchal inspirou a ideia de Karl Rahner de que "a estrutura da mente humana é capaz de receber uma revelação histórica."
"Como os conceitos qualitativos se unem aos quididativos? Sob a perspectiva quididativa, a escala dos conceitos se define no primeiro e único conceito de fato: o ente. O ente só pode se unir ao grau individual da escala qualitativa por meio de conceitos dependentes. O que sabemos a priori sobre tais conceitos? Em rigor, só sabemos que devem ser muitos e que devem dividir o ser unívoco, como Aristóteles o fez em suas categorias. Existem os conceitos universais aplicáveis às duas ordens sempre: o belo, o bom e a verdade."

## Obra
- Maréchal, Joseph (2004). The Psychology of the Mystics. [S.l.]: Dover Publications. ISBN 9780486436944
- Le point de départ de la métaphysique: leçons sur le développement historique et théorique du problème de la connaissance, 5 vols, (Bruges-Louvain, 1922–47).
- Études sur le psychologie des mystiques, 2 vols, (1926, 1937)
- Précis d'histoire de la philosophie moderne, (Louvain, 1933).
- Mélanges Joseph Maréchal, 2 vols, (Brussels / Paris, 1950).
- A Maréchal Reader, (Nova Iorque: Herder & Herder, 1970)